# Heinkel He 71
L'Heinkel He 71 fu un aereo da turismo monoposto, monomotore e monoplano ad ala bassa realizzato dall'azienda tedesca Ernst Heinkel Flugzeugwerke nei primi anni trenta.
Sviluppato dal precedente biposto HE 64, fu il secondo modello destinato al mercato dell'aviazione generale realizzato dall'azienda fondata da Ernst Heinkel, ma al contrario del suo predecessore la sua produzione si attestò su un unico esemplare costruito.

## Storia del progetto
All'inizio degli anni trenta, dopo il discreto successo ottenuto da Ernst Heinkel nell'affrontare il mercato dell'aviazione da diporto e da competizione con nuovo modello di velivolo leggero ad alte prestazioni, l'HE 64, decise di svilupparne una versione monoposto dalle dimensioni leggermente ridotte. Il nuovo modello, che riproponeva l'aspetto generale del suo predecessore, un compatto monomotore ad ala bassa e carrello fisso, assunse la designazione in ottemperanza alle convenzioni adottate dal Reichsluftfahrtministerium (RLM), il ministero deputato alla gestione dell'intera aviazione, civile e militare nella Germania del periodo nazista.
Il prototipo, caratterizzato dal singolo abitacolo aperto ed equipaggiato con un motore Hirth HM 60 da 60 PS (45 kW), venne portato in volo per la prima volta nel 1933.
In seguito l'esemplare venne modificato una prima volta, adottando una nuova cabina di pilotaggio chiusa ed un nuovo propulsore, un Hirth HM 4 da 78 PS (58 kW), ed una seconda, su richiesta dell'aviatrice tedesca Elly Beinhorn, integrando dei serbatoi di combustibile addizionali per incrementarne l'autonomia.
In questa configurazione Beinhorn effettuò un raid aereo attorno al continente africano scendendo verso sud lungo la costa orientale per poi risalire sulla costa occidentale.